# L'aria che tira estate
L'aria che tira estate (già conosciuto come L'aria d'estate fino al 2017) è stato un programma televisivo italiano in onda su LA7 dal 22 giugno 2015 all'8 settembre 2023.

## Programma
Il programma, spin-off de L'aria che tira, veniva trasmesso in diretta, nei mesi estivi (da fine giugno a inizio settembre), dal lunedì al venerdì dalle 11:00 alle 13:25 e si occupava principalmente di politica, ma anche di temi legati all'attualità e alla cronaca e al costume.
Nel 2015 è stato condotto da Andrea Pancani.
Nel 2016 è stato nuovamente condotto da Pancani, sostituito nel mese di agosto fino alla fine della stagione da David Parenzo.
Dal 3 luglio 2017 a Pancani e a Parenzo sono subentrati alla conduzione Francesco Magnani e Gianmaria Pica.
Nel talk venivano ospitati politici, giornalisti, commentatori.
Al suo interno era presente una rubrica dedicata alle previsioni meteo (curate da Paolo Sottocorona).

## Edizioni
| Edizione | Titolo                 | Conduttore        | Conduttore     | Periodo        | Periodo           | Puntate |
| Edizione | Titolo                 | Conduttore        | Conduttore     | Inizio         | Fine              | Puntate |
| -------- | ---------------------- | ----------------- | -------------- | -------------- | ----------------- | ------- |
| 1ª       | L'aria d'estate        | Andrea Pancani    | Non presente   | 22 giugno 2015 | 11 settembre 2015 | 60      |
| 2ª       | L'aria d'estate        | Andrea Pancani    | David Parenzo  | 27 giugno 2016 | 9 settembre 2016  | 55      |
| 3ª       | L'aria che tira estate | Francesco Magnani | Gianmaria Pica | 3 luglio 2017  | 8 settembre 2017  | 50      |
| 4ª       | L'aria che tira estate | Francesco Magnani | Non presente   | 11 giugno 2018 | 7 settembre 2018  | 65      |
| 5ª       | L'aria che tira estate | Francesco Magnani | Non presente   | 1º luglio 2019 | 30 agosto 2019    | 45      |
| 6ª       | L'aria che tira estate | Francesco Magnani | Non presente   | 22 giugno 2020 | 4 settembre 2020  | 55      |
| 7ª       | L'aria che tira estate | Francesco Magnani | Non presente   | 14 giugno 2021 | 3 settembre 2021  | 60      |
| 8ª       | L'aria che tira estate | Francesco Magnani | Non presente   | 20 giugno 2022 | 2 settembre 2022  | 55      |
| 9ª       | L'aria che tira estate | Francesco Magnani | Non presente   | 26 giugno 2023 | 8 settembre 2023  | 39      |

## Sigla
Nelle prime due edizioni la sigla era stata Shake It Off di Taylor Swift mentre dalla terza alla nona, la sigla è stata la stessa del programma originale.